# 王頤 (隆慶進士)
王頤（1526年—？），字觀生，湖廣沔陽衛官籍直隸潛山縣人，明朝政治人物。

## 生平
嘉靖三十一年（1552年）壬子科湖廣鄉試第十六名舉人。隆慶二年（1568年）中式戊辰科會試第二百六十四名，三甲第二百二十五名進士。授桂林府推官，六年十月选授南京礼科给事中，万历二年（1574年）署兵科事，三年升任池州府知府。

## 家族
曾祖王閏，署都指揮僉事；祖父王忠，指揮僉事；父王命，指揮同知。母童氏（封恭人）。永感下。兄王顥，署都指挥佥事。